# REXUS/BEXUS
Das REXUS/BEXUS ist ein Programm für Raketen- oder Ballon-Experimente von Universitätsstudenten.
REXUS/BEXUS wird im Rahmen einer bilateralen Vereinbarung zwischen dem Deutschen Zentrum für Luft- und Raumfahrt (DLR) und der Schwedischen Nationalen Raumfahrtbehörde (SNSA) realisiert.
Schweden stellt die Nutzlast in Zusammenarbeit mit der Europäischen Weltraumorganisation (ESA) dabei auch Studenten aus anderen europäischen Ländern zur Verfügung. Die beiden Unterprogramme BEXUS (für Ballon-Experimente) und REXUS  (für Raketen-Experimente) ermöglichen damit Studierenden aus ganz Europa wissenschaftliche und technologische Experimente durchzuführen. Gestartet wurde die Kooperation 2007.

## Unterprogramme
- BEXUS (für Ballon-Experimente)
- REXUS (für Raketen-Experimente)